# Ulme (Band)
Ulme war ein in Flensburg gegründetes Noise-Rock-Trio, das ab 1993 unter diesem Namen firmierte und zuletzt bis zur Auflösung Anfang 2012 in Hamburg beheimatet war.

## Geschichte
Die ursprüngliche Gründung der Band fand 1991 durch die Brüder Arne (Gesang und Gitarre) und Gunnar Heesch (Bass) und deren Cousin Jan-Eric Heesch (Schlagzeug) statt. In seiner Pionierrolle für aus Deutschland stammenden Noise-Rock neben Gruppierungen wie Harmful und Les Hommes Qui Wear Espandrillos veröffentlichte Ulme zwischen 1995 und 1999 über das Plattenlabel bluNoise drei mitunter vielbeachtete Studioalben und eine Split mit „Pendikel“, bevor sich die Band aufgrund interner Streitigkeiten auflöste.
Die Bandmitglieder waren im Folgenden in verschiedenen anderen Bands und musikalischen Projekten aktiv, unter anderem in den hauptsächlich in Norddeutschland in Erscheinung getretenen „Ahab“ und einem Projekt mit dem NDW-Künstler Andy Giorbino.
2005 wurde Ulme reaktiviert, allerdings ohne Gunnar Heesch, der durch Tim Liedtke (vormals bei „Sissies“) am Bass ersetzt wurde. Es erschien mit The Glowing 2006 vorerst eine EP, doch schon zur Veröffentlichung von Dreams of the Earth über Noisolution ein Jahr später verließ Jan-Eric Heesch Ulme erneut und wurde Anfang 2008 durch Lutz Möllmann ersetzt.
2009 folgte mit The Sea in Me eine weitere EP, etwas später im selben Jahr das Album Tropic of Taurus.
Anfang Februar 2012 gab Ulme erneut aufgrund von internen Meinungsverschiedenheiten seine Auflösung bekannt. Zu diesem Zeitpunkt waren die Lieder für ein neues Album schon fertiggestellt und ein Studio gebucht. Arne Heesch spielt seit 2013 gemeinsam mit Yvonne Ducksworth (Jingo de Lunch) und Christian Böhm in der Band Treedeon.
Im Februar 2022 veröffentlichte Sänger Arne Heesch sein Alternative-Rock-Soloalbum Demons are Scared mithilfe der Plattenfirma Exile on Mainstream Records. In vielen Songs tritt Yvonne Ducksworth als Sängerin auf und Ulf "Fluffi" Reinhard trägt Gitarren- und Keyboard-Parts bei.

## Diskografie
- 1995: Re-fuse Me (6,3A/250V) (bluNoise)
- 1997: Ordinary Diva (bluNoise)
- 1997: Veiculo Longo (Split-10" mit Pendikel, bluNoise)
- 1999: Green Growing Soul... In The Gala Of Love (bluNoise)
- 2006: The Glowing (EP, bluNoise)
- 2007: Dreams of the Earth (Noisolution)
- 2008: The Sea in Me (EP, Noisolution)
- 2009: Tropic of Taurus (Noisolution)